# Плая-дель-Кармен
Пла́я-дель-Ка́рмен (исп. Playa del Carmen, дословно: пляж Кармен) — крупный курортный город в Мексике, в штате Кинтана-Роо, входит в состав муниципалитета Солидаридад и является его административным центром. Расположен в центральной части туристической зоны Ривьера Майя на побережье Карибского моря на полуострове Юкатан. Численность населения, по данным переписи 2020 года, составила 304 942 человека.

## История
В доиспанские времена вблизи современного Плая-дель-Кармен располагалась майянская деревня Шаман-Ха, что можно перевести как — северные воды. Деревня была отправной точкой к святилищу Иш-Чель на острове Косумель.
В 1526 году регион был завоёван Франсиско де Монтехо и разбил военный лагерь на месте Шаман-Ха, назвав его Саламанка. В 1527 году здесь же разбил лагерь лейтенант Алонсо де Авила. В дальнейшем район остался незаселённым.
В 1937 году была основана деревня Плая-дель-Кармен, жители которой занимались рыбной ловлей, добычей сока саподиллы, заготовкой древесины и кокосов.
В октябре 2005 года через Плая-дель-Кармен прошёл ураган Вильма, нанёсший городу значительный ущерб, но через несколько недель почти все повреждения были устранены.

## Население
| Год  | Численность | Численность |
| ---- | ----------- | ----------- |
| 2000 | 43 613      | [ 5 ]       |
| 2005 | 100 383     | [ 6 ]       |
| 2010 | 149 923     | [ 7 ]       |
| 2020 | 304 942     | [ 8 ]       |

## Туристическая инфраструктура
Поблизости от Плая-дель-Кармен находятся несколько привлекательных для туристов объектов:
- Шкарет[исп.] — экологический тематический парк, посвященный культуре майя.
- Косумель — остров напротив Плая-дель-Кармен, до которого лишь 45 минут на пароме.
- Пуэрто-Авентурас — туристический город с пристанью для яхт, полями для гольфа, ресторанами.
- Сиан-Каан — биосферный заповедник.

В границах Плая-дель-Кармен находится развитый туристический комплекс Плаякар, состоящий из цепи гостиниц.
Город находится на побережье пролива Косумель, одного из популярнейших в мире мест для дайвинга.
В Плая-дель-Кармен делают остановку несколько круизных лайнеров.

## Спорт
В городе базируется футбольная команда Интер Плая-дель-Кармен, которая играет в южной зоне второго дивизиона Мексики.

## Города-побратимы
- Мексика, Куэрнавака[9]
- Испания, Вальядолид[10]
- Китай, Чжуншань[11]
- Испания, Альхесирас[12]
- Мексика, Сан-Франсиско-де-Кампече[13]
- Мексика, Мерида[13]

## Фотографии
- Городской пляж
- Портал Майя в парке основателей
- Часовня Богоматери
- Туристическая 5-я Авеню ночью
- Один из пляжный отелей